# Naoji Itō
Naoji Itō (jap. 伊藤 直司 Itō Naoji; ur. 1 lipca 1959) – były japoński piłkarz, reprezentant kraju.

## Kariera klubowa
Od 1978 do 1993 roku występował w klubach: Honda i PJM Futures.

## Kariera reprezentacyjna
W reprezentacji Japonii zadebiutował w 1981.

## Statystyki
| Reprezentacja Japonii | Reprezentacja Japonii | Reprezentacja Japonii |
| Rok                   | Mecze                 | Gole                  |
| --------------------- | --------------------- | --------------------- |
| 1981                  | 1                     | 0                     |
| Razem                 | 1                     | 0                     |